# Montefalcione
Montefalcione är en ort och kommun i provinsen Avellino i regionen Kampanien i Italien. Kommunen hade 3 285 invånare (2017).